# 와일드 차일드 (2008년 영화)
와일드 차일드(Wild Child)는 영국, 미국, 프랑스에서 제작된 닉 무어 감독의 2008년 코미디, 드라마, 멜로/로맨스 영화이다. 엠마 로버츠 등이 주연으로 출연하였고 다이아나 필립스 등이 제작에 참여하였다.

## 출연

### 주연
- 엠마 로버츠
- 나타샤 리차드슨
- 셜리 헨더슨
- 알렉스 페티퍼
- 에이단 퀸

### 조연
- 렉시 에인스워스
- 쉘비 영
- 조니 파카
- 조지아 킹
- 엘리너 터너-모스
- 루비 토머스
- 킴벌리 닉슨
- 주노 템플
- 린지 쿠커
- 소피 우

## 제작진
- 라인프로듀서: 알렉산드라 퍼거슨
- 미술: 이브 스튜어트
- 세트: 로버트 위슈센-헤이즈
- 의상: 줄리아 캐스턴
- 배역: 조안나 콜버트
- 배역: 피오나 와이어